# Elaphria ligata
Elaphria ligata là một loài bướm đêm trong họ Noctuidae.